# مرتضى كزار
مرتضى كزار روائي وسينمائي ورسام كاريكاتير عراقي من مواليد 1982. تخرج من كلية الهندسة في جامعة بغداد عام 2005.

## أعماله
صدرت له الروايات التالية:
1. مكنسة الجنة عام (2008) عن دار أزمنة عمان.
2. (السيد أصغر أكبر) عام 2013 عن دار التنوير في لبنان.
3. رواية كومبيوتوبيا- صفر واحد عن دار المغرب ببغداد سنة 2006.
4. رواية طائفتي الجميلة عن دار الجمل 2016.

شارك فلمه رب اغفر لنديمة في مهرجان دبي السينمائي عام 2014 وحصل فلمه الكعب الذي رأى على جائزة الواحة من مهرجان الفلم العربي في تونس، ومثل العراق في فلم التحريك في مهرجان إيمولا في إيطاليا، ومثل العراق في برنامج الكتابة العالمي في الولايات المتحدة الأمريكية.